# Fólkaflokkurin
Hin Føroyski Fólkaflokkurin (radikalt sjálvstýri), oder kurz Fólkaflokkurin (FF, deutsch Volkspartei, dänisch Folkeflokken), ist eine konservative, bürgerliche Partei der Färöer. Bei Wahlen trägt sie die Listenbezeichnung A.

## Geschichte

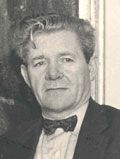
Hákun Djurhuus, langjähriger Vorsitzender und erster Løgmaður des FF.

Der Fólkaflokkurin wurde Ende 1939 gegründet. Die Partei ging aus dem Zusammenschluss der bürgerlich-konservativen Partei Vinnuflokkurin von Thorstein Petersen mit abtrünnigen Mitgliedern des Sjálvstýrisflokkurin um Jóannes Patursson hervor. Erster Vorsitzender der neuen Partei wurde Jóannes Patursson. Schon bei der ersten Teilnahme an einer Parlamentswahl, der Løgtingswahl vom 30. Januar 1940, konnte die Partei mit über 24 Prozent Stimmanteil sechs Sitze im Parlament erobern. Seit dieser Wahl gehört sie zu den großen Parteien auf den Färöern. Allerdings waren die separatistisch eingestellten Politiker der Partei nicht stark genug vertreten, um eine Regierungsbeteiligung zu erzwingen. Nach der Invasion Dänemarks durch Deutschland versuchte die Volkspartei am 10. April 1940 einen Staatsstreich zu inszenieren, der friedlich verlief und am Widerstand der regierenden Parteien scheiterte, die im Parlament die Mehrheit hatten. Am 12. April 1940 wurden die Färöer britisch besetzt (s. Färöer im Zweiten Weltkrieg), was im Laufe des Krieges zu einer Emanzipation der Inseln von Dänemark führte. Während dieser Zeit konnte die Volkspartei eine provisorische färöische Regierung – zwar immer noch in Zusammenarbeit mit dem dänischen Amtsmann – durchsetzen, an der die Partei selbst zunächst nicht beteiligt war. Bei der Wahl 1943 gewann die Partei zum ersten Mal die relative Mehrheit und war damit berechtigt einen Abgeordneten ins dänische Parlament zu senden, was allerdings aufgrund der deutschen Besetzung Dänemarks unterblieb.
Der Fólkaflokkurin war in der Vergangenheit an zahlreichen Regierungskoalitionen beteiligt und stellte selbst mehrere Male den Ministerpräsidenten. Besonders Hákun Djurhuus ragt heraus, der von 1951 bis 1980 fast 30 Jahre die Geschicke der Partei als Vorsitzender leitete. Er war zudem von 1963 bis 1967 der erste der drei bislang vom FF gestellten Ministerpräsidenten.
Anfinn Kallsberg, der von 1993 bis 2007 die Leitung der Partei innehatte, gelang 2002 die Wiederwahl als Ministerpräsident.
Seit 2007 ist Jørgen Niclasen Parteivorsitzender.
Von 2008 bis 2011 stellte FF im Løgting sieben Abgeordnete: Anfinn Kallsberg, Jákup Mikkelsen, Jógvan á Lakjuni, Poul Michelsen, Bjarni Djurholm, Heðin Zachariasen und Óli Breckmann. Poul Michelsen trat jedoch im Oktober 2010 aus der Partei aus.
Am 6. April 2011 zog die Partei ihre 2008 ernannten Minister Jørgen Niclasen (Außenminister), Annika Olsen (Inneres) und Jacob Vestergaard (Fischerei und Energie) aus der Regierung Johannesen ab.
Nach der vorgezogenen Neuwahl am 29. Oktober 2011 war der FF von 2011 bis 2015 im Løgting mit acht Abgeordneten vertreten. FF kehrte am 14. November 2011 in die neue Koalitionsregierung Johannesen II zurück. Jørgen Niclasen, Annika Olsen und Jákup Mikkelsen traten als Minister in die Landesregierung ein und hatten deshalb keinen Stimmrecht im Parlament. Annika Olsen wurde zudem stellvertretende Ministerpräsidentin. Die acht stimmberechtigten Abgeordneten nach Abschluss der Regierungsbildung waren: Jacob Vestergaard, Elsebeth Gunnleygsdóttir, Jógvan á Lakjuni, Bjarni Djurholm, Hanus Samró, Rodmundur Nielsen, Brandur Sandoy und Bogi Andreasen. Jacob Vestergaard wechselte 2012 in die Landesregierung und wurde Fischereiminister.
Im September 2013 trat Janus Rein, der zuvor als Løgtingsabgeordneter die Fortschrittspartei Framsókn verlassen hatte, dem Fólkaflokkurin bei, dessen Fraktion im Løgting nun insgesamt neun Abgeordnete umfasste.
Bei der Løgtingswahl im September 2015 musste die Partei Verluste hinnehmen. Für die Legislaturperiode von 2015 bis 2019 wurden nur noch sechs FF-Abgeordnete in das Løgting gewählt. Jacob Vestergaard, Annika Olsen, Jørgen Niclasen, Jákup Mikkelsen, Elsebeth Mercedis Gunnleygsdóttir und Jógvan á Lakjuni. Gut eine Woche nach der Wahl verkündete Annika Olsen am 9. September für die Parteiführung überraschend ihren Parteiaustritt. Am Tag zuvor hatte Rodmundur Nielsen ebenfalls seinen Parteiaustritt erklärt.
Joen Magnus Rasmussen ist seit dem 21. September 2015 Nachrücker für die seit dem 20. September beurlaubte und erneut unabhängige Abgeordnete Annika Olsen. Damit umfasst die Fraktion des Fólkaflokkurin im Parlament für die Zeit der Beurlaubung von Annika Olsen wieder sechs Abgeordnete.

## Parteivorsitzende
- 1940–1946 Jóannes Patursson
- 1946–1951 Thorstein Petersen
- 1951–1980 Hákun Djurhuus
- 1980–1993 Jógvan Sundstein
- 1993–2007 Anfinn Kallsberg
- 2007–2022 Jørgen Niclasen

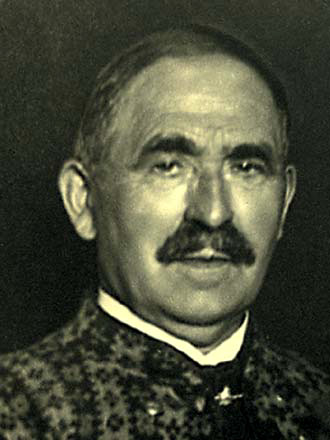
Erster Vorsitzender der FF 1939: Jóannes Patursson

- März 2022–November 2022 Christian Andreasen
- seit November 2022 Beinir Johannesen

## Regierungschefs
Bisher stellte die Volkspartei dreimal den Løgmaður, den Ministerpräsidenten der Färöer. Anfinn Kallsberg war bisher der Einzige, der eine Wiederwahl erreichte.
- Hákun Djurhuus (1963–1967)
- Jógvan Sundstein (1989–1991)
- Anfinn Kallsberg (1998–2004)